# Emerenciano Roig
Emerenciano Roig y Bofill [también figura el nombre de pila como Emerencià] (Santiago de Cuba, 30 de julio de 1848-Barcelona, 26 de noviembre de 1901) fue un médico español.

## Biografía
De padre español y madre jamaicana, nació en Cuba, pero de pequeño marchó con su familia a la localidad catalana donde había nacido su padre, Sitges. Estudió Medicina en la cátedra libre del Instituto Médico de Barcelona, donde se licenció en 1869, el mismo año en que también se doctoró. Después de estudiar un tiempo en París, en 1876 intentó obtener una cátedra en el Instituto Médico, pero al no lograrlo se especializó en obstetricia y trabajó en el Hospital del Sagrado Corazón de Barcelona.
Fue redactor de La Independencia Médica (1877) y de la Gaceta Médica Catalana. Mantuvo una intensa vida social y cultural, participando como vocal de las Juntas Municipales y Provinciales de Sanidad de Barcelona. Fue vicepresidente del Ateneo Barcelonés durante el bienio 1884-1885, y también presidió la Academia y el Laboratorio de Ciencias Médicas desde 1898 al 1901. En 1872 ingresó en la Real Academia de Medicina de Barcelona, donde fue vicepresidente entre 1891 y 1892, y presidente durante dos bienios consecutivos, de 1893 a 1894 y de 1895 a 1896.
El mismo año de su muerte hizo construir un edificio singular, la torre modernista de Can Roig en Camprodon, en la comarca catalana de Ripollés, actualmente incluida en el Inventario del Patrimonio Arquitectónico de Cataluña; una vivienda que pretendía utilizar como casa de veraneo, pero de la que pudo disfrutar poco.

## Obras
- La duración del parto normal (1890).
- Tratado de las enfermedades del aparato digestivo (1889) con Bartomeu Robert
- De la anatomía patológica y naturaleza de la fiebre puerperal (1886)